# Arne Alligator och djungelkompisarna
Arne Alligator och djungelkompisarna (finska: Aarne Alligaattori ja viidakkoystävät) är en animerad finlandssvensk familjefilm från 2024. Filmen är regisserad av Jenny Jokela, med manus skrivet av Marcus Granberg och Tomas Nyberg. Filmen är baserad på det finlandssvenska musikgruppen Arne Alligator & Djungeltrumman, populära på Spotify och Youtube.
Filmen hade biopremiär i Sverige den 9 februari 2024, utgiven av SF Studios.

## Rollista (i urval)

### Svenska röster
- Jesper Adefelt
- Tiffany Kronlöf
- John Österlund
- Mattias Knave